# Football Club Messina Peloro 2000-2001
Questa voce raccoglie le informazioni riguardanti il Football Club Messina Peloro nelle competizioni ufficiali della stagione 2000-2001.

## Stagione
Nella stagione 2000-2001 il Messina disputa il girone B del campionato di Serie C1, raccoglie 61 punti che valgono il secondo posto. Sale direttamente in Serie B il Palermo, la seconda promossa è il Messina, che vince i playoff superando l'Ascoli nelle semifinali ed il Catania nelle finali. Affidato all'allenatore Paolo Beruatto il Messina non inizia la stagione come avrebbe voluto, in agosto nella Coppa Italia di Serie C non supera per la differenza reti il girone R di qualificazione, che ha promosso Acireale e Palermo, i peloritani sono esclusi per differenza reti. 
Il campionato inizia con tre pareggi, poi arrivano anche alcune vittorie, ma a fine ottobre, dopo la sconfitta interna (2-3) contro la Torres, salta la panchina giallorossa, che viene affidata a Carlo Florimbi, il girone di andata viene chiuso al terzo posto con 29 punti. Nel girone di ritorno si è assistito alla rimonta del Catania che era partito male, il Messina si è difeso bene raccogliendo 32 punti, ma uscendo sconfitto nella volata per il primo posto a vantaggio dei rosanero. Poi però si è imposto con autorità nei playoff, centrando la promozione in Serie B. Per la terza consecutiva stagione il miglior marcatore stagionale con 18 reti è ancora Vittorio Torino, delle quali 13 in campionato e 5 in Coppa Italia, in doppia cifra con 10 centri anche Denis Godeas.

## Maglia e sponsor
Per questa stagione la maglia del Messina è bianca con bordi giallorossi, con calzoncini neri. Lo Sponsor ufficiale è Jonax, mentre lo Sponsor tecnico è Asics.

## Rosa
| N. |                   | Ruolo | Calciatore                  |
| -- | ----------------- | ----- | --------------------------- |
|    | Italia (bandiera) | P     | Ivan Aiardi                 |
|    | Italia (bandiera) | P     | Domenico Cecere             |
|    | Italia (bandiera) | P     | Vincenzo Marruocco          |
|    | Italia (bandiera) | P     | Alessandro Quarta           |
|    | Italia (bandiera) | D     | Alessandro Bertoni          |
|    | Italia (bandiera) | D     | Luigi Corino                |
|    | Italia (bandiera) | D     | Leo Criaco                  |
|    | Italia (bandiera) | D     | Fabio Di Fausto             |
|    | Italia (bandiera) | D     | Giovanni Giuseppe Di Meglio |
|    | Italia (bandiera) | D     | Manuel Milana               |
|    | Italia (bandiera) | D     | Daniele Portanova           |
|    | Italia (bandiera) | D     | Tommaso Sansone             |
|    | Italia (bandiera) | D     | Pietro Sportillo            |
|    | Italia (bandiera) | C     | Fabio Bellotti              |
|    | Italia (bandiera) | C     | Vincenzo Bevo               |

| N. |                   | Ruolo | Calciatore          |
| -- | ----------------- | ----- | ------------------- |
|    | Italia (bandiera) | C     | Enrico Buonocore    |
|    | Italia (bandiera) | C     | Sergio Campolo      |
|    | Italia (bandiera) | C     | Loris Del Nevo      |
|    | Italia (bandiera) | C     | Salvatore Marra     |
|    | Italia (bandiera) | C     | Antonio Obbedio     |
|    | Italia (bandiera) | C     | Giuseppe Romano     |
|    | Italia (bandiera) | C     | Pietro Rubino       |
|    | Italia (bandiera) | C     | Michele Scaringella |
|    | Italia (bandiera) | C     | Salvatore Sullo     |
|    | Italia (bandiera) | A     | Dario Di Giannatale |
|    | Italia (bandiera) | A     | Denis Godeas        |
|    | Italia (bandiera) | A     | Francesco Marra     |
|    | Italia (bandiera) | A     | Roberto Novello     |
|    | Italia (bandiera) | A     | Roberto Pasca       |
|    | Italia (bandiera) | A     | Vittorio Torino     |

## Risultati

### Campionato

#### Girone di andata
| Viterbo 3 settembre 2000 1ª giornata | Viterbese       | 0 – 0 | Messina | Stadio Enrico Rocchi\| Arbitro: \| Ioseffi (Siena) \| |
| Arbitro:                             | Ioseffi (Siena) |       |         |                                                       |

| Arbitro: | Girardi (San Donà di Piave) |

|            |           |                 |
| Torino 25’ | Marcatori | 57’ (rig.) Ripa |

| Arbitro: | Cuttica (Alessandria) |

|              |           |             |
| Bonfanti 70’ | Marcatori | 61’ Bertoni |

| Arbitro: | Bergonzi (Genova) |

|                           |           |            |
| Torino 51’ Bellotti 90+3’ | Marcatori | 80’ Panesi |

| Arbitro: | Lombardi (Lanciano) |

|                                                      |           |  |
| Recchi 5’ Muntasser 24’ U. Marino 73’ Capparella 87’ | Marcatori |  |

| Arbitro: | Belloli (Bergamo) |

|                                                    |           |  |
| Buonocore 21’ Godeas 71’ Torino 86’ F. Marra 90+2’ | Marcatori |  |

| Arbitro: | Rizzoli (Bologna) |

|            |           |          |
| Torino 60’ | Marcatori | 75’ Arco |

| Arbitro: | Carlucci (Molfetta) |

|  |           |            |
|  | Marcatori | 63’ Godeas |

| Arbitro: | Angrisani (Salerno) |

|                           |           |                                        |
| Di Fausto 8’ Godeas 90+2’ | Marcatori | 15’ Langella 50’ F. Amoruso 82’ Udassi |

| Castel di Sangro 5 novembre 2000 10ª giornata | Castel di Sangro    | 0 – 0 | Messina | Stadio Teofilo Patini\| Arbitro: \| De Marco (Chiavari) \| |
| Arbitro:                                      | De Marco (Chiavari) |       |         |                                                            |

| Arbitro: | Brighi (Cesena) |

|                                       |           |                      |
| Godeas 21’ Criaco 29’ Scaringella 60’ | Marcatori | 64’ (rig.) Bonfiglio |

| Arbitro: | Benedetti (Vicenza) |

|              |           |            |
| R. Manca 34’ | Marcatori | 80’ Torino |

| Arbitro: | Battistella (Conegliano) |

|                                       |           |  |
| Criaco 19’ Bellotti 36’ Buonocore 33’ | Marcatori |  |

| Arbitro: | Cruciani (Pesaro) |

|             |           |                       |
| Cappioli 1’ | Marcatori | 28’ Torino 35’ Godeas |

| Arbitro: | Palanca (Roma) |

|              |           |  |
| Criaco 90+2’ | Marcatori |  |

| Arbitro: | Girardi (San Donà di Piave) |

|             |           |              |
| Finetti 36’ | Marcatori | 86’ S. Marra |

| Messina 7 gennaio 2001 17ª giornata | Messina         | 0 – 0 | Avellino | Stadio Giovanni Celeste\| Arbitro: \| Dattilo (Locri) \| |
| Arbitro:                            | Dattilo (Locri) |       |          |                                                          |

#### Girone di ritorno
| Arbitro: | De Marco (Chiavari) |

|                              |           |                                |
| Godeas 55’ Torino 73’ (rig.) | Marcatori | 38’ Florean 59’ (aut.) Bertoni |

| Pesaro 21 gennaio 2001 19ª giornata | Vis Pesaro                  | 0 – 0 | Messina | Stadio Tonino Benelli\| Arbitro: \| Ambrosino (Torre del Greco) \| |
| Arbitro:                            | Ambrosino (Torre del Greco) |       |         |                                                                    |

| Arbitro: | Romeo (Verona) |

|                |           |           |
| Torino 8’, 52’ | Marcatori | 56’ Manca |

| Arbitro: | Cenni (Imola) |

|  |           |              |
|  | Marcatori | 85’ F. Marra |

| Arbitro: | Rizzoli (Bologna) |

|  |           |                  |
|  | Marcatori | 29’, 85’ Ambrosi |

| Arbitro: | Palanca (Roma) |

|  |           |            |
|  | Marcatori | 52’ Torino |

| Nocera Inferiore 25 febbraio 2001 24ª giornata | Nocerina                    | 0 – 0 | Messina | Stadio San Francesco d'Assisi\| Arbitro: \| Girardi (San Donà di Piave) \| |
| Arbitro:                                       | Girardi (San Donà di Piave) |       |         |                                                                            |

| Arbitro: | Brighi (Cesena) |

|                   |           |  |
| Aloisi 49’ (aut.) | Marcatori |  |

| Arbitro: | Ardito (Bari) |

|                            |           |  |
| L. Amoruso 5’ Langella 74’ | Marcatori |  |

| Arbitro: | Bergonzi (Genova) |

|                        |           |              |
| Torino 18’ (rig.), 83’ | Marcatori | 4’ Confalone |

| Arbitro: | Cruciani (Pesaro) |

|  |           |            |
|  | Marcatori | 87’ Godeas |

| Arbitro: | Romeo (Verona) |

|            |           |                   |
| Godeas 54’ | Marcatori | 68’ (rig.) Farris |

| Arbitro: | Ponzalli (Firenze) |

|                 |           |              |
| Di Domenico 47’ | Marcatori | 70’ F. Marra |

| Arbitro: | Palanca (Roma) |

|            |           |  |
| Godeas 67’ | Marcatori |  |

| Arbitro: | De Marco (Chiavari) |

|  |           |                         |
|  | Marcatori | 45+2’ Torino 80’ Godeas |

| Arbitro: | Cruciani (Pesaro) |

|                         |           |  |
| Portanova 71’ Sullo 83’ | Marcatori |  |

| Arbitro: | Brighi (Cesena) |

|              |           |  |
| Caridi 90+3’ | Marcatori |  |

#### Playoff
| Arbitro: | Palanca (Roma) |

|                    |           |  |
| Fontana 10’ (rig.) | Marcatori |  |

| Arbitro: | Cruciani (Pesaro) |

|                          |           |                |
| Buonocore 18’ Godeas 47’ | Marcatori | 20’ Montesanto |

| Arbitro: | Girardi (San Donà di Piave) |

|                    |           |              |
| Ambrosi 43’ (rig.) | Marcatori | 84’ F. Marra |

| Arbitro: | Palanca (Roma) |

|                  |           |  |
| Sullo 53’ (rig.) | Marcatori |  |

### Coppa Italia

#### Girone R
| Arbitro: | D'Aguanno (Marsala) |

|           |           |  |
| Nassi 44’ | Marcatori |  |

| Arbitro: | Dattilo (Locri) |

|                             |           |  |
| Torino 12’, 36’, 65’ (rig.) | Marcatori |  |

| Arbitro: | Santucci (Reggio Calabria) |

|                |           |               |
| Scichilone 10’ | Marcatori | 75’ Buonocore |

| Arbitro: | Squillace (Catanzaro) |

|                        |           |                |
| Torino 30’, 47’ (rig.) | Marcatori | 49’ G. Criniti |

| 30 agosto 2000 5ª giornata |  | – Turno di riposo Messina |  |  |